# Vladimir Serbsky
Vladimir Petrovitch Serbsky, (en russe : Влади́мир Петро́вич Се́рбский), né le 26 février 1858 à Bogorodsk et mort le 5 avril 1917 à Moscou dans l'Empire russe, est un psychiatre russe, l'un des fondateurs de la psychiatrie judiciaire russe. Le centre d’État de la recherche en psychiatrie sociale et judiciaire de Moscou fondé en 1921 porte son nom,.

## Biographie
Vladimir Serbsky nait dans la famille du médecin de zemstvo (земский врач) à Bogorodsk dans l'Oblast de Moscou alors sous Empire russe. Plus tard, sa famille vient s'installer à Moscou où il est scolarisé au gymnase no 2. À la fin de ses études secondaires, il étudie à la Faculté des Sciences Physiques et Mathématiques de l'Université d'État de Moscou dont il est diplômé en 1880, avec le titre de candidat ès sciences naturelles (кандидат естественных наук). Tout de suite après il entre en troisième année de cursus à la Première Université de médecine de Moscou. Il se passionne tout particulièrement pour la neurologie et l'étude des troubles psychiques et devient élève de Sergueï Korsakov. En 1883, il soutient la thèse La signification clinique de la albuminurie (Клиническое значение альбуминурии) pour laquelle il reçoit la médaille d'argent.
Sa carrière commence à la clinique privée de Becker, dirigée alors par Sergueï Korsakov. En 1885-1887, il prend la responsabilité d'un hôpital psychiatrique de zemstvo dans le Gouvernement de Tambov, puis, part pour un an à la clinique de Vienne où il travaille sous la direction de Theodor Hermann Meynert.
De retour en Russie, il travaille quelque temps encore à l'hôpital de Gouvernement de Tambov, avant d'être nommé assistant en chef de l'hôpital psychiatrique de l'Université de Moscou. En 1891, Serbsky présente la thèse de doctorat au sujet des Formes du trouble psychique décrites comme catatonie (Формы психического расстройства, описываемые под именем кататонии), et obtient en 1892 le titre de Privat-docent. En 1903, on lui attribue le titre Außerordentlicher Professor, il prend, après le décès de Korsakov, la direction du département de psychiatrie de l'Université de Moscou et restera à ce post jusqu'en 1911,. Parmi ses élèves, on retrouve Ivan Ermakov (1875-1942) le pionnier de la psychanalyse russe. Ensemble, ils assistent Mikhaïl Vroubel mourant des complications neurologiques de la syphilis. À cette époque, Serbsky appelle à la plus grande prudence vis-à-vis du mouvement révolutionnaire naissant et va même jusqu'à qualifier de psychopathes et maniaco-dépressifs certains de ses représentants. Toutefois il démissionne de la chaire, en signe de protestation contre la politique répressive tsariste.

## Œuvres principales
- La Psychopathologie judiciaire (Судебная психопатология, 1896-1900)
- A propos de la Démence précoce (К вопросу о раннем слабоумии, 1902)
- Reconnaitre les maladies mentales (Распознавание душевных болезней, 1906)
- Manuel d'études des maladies mentales (Руководство к изучению душевных болезней, 1906)
- Durée, déroulement et issues des maladies mentales (Продолжительность, течение и исходы душевных болезней, 1906)
- La Psychiatrie (Психиатрия, 1912)